# Seznam překladů písní Boba Dylana do češtiny
Překlady písní Boba Dylana do češtiny jsou známy už od počátků jeho tvorby v 60. letech 20. století. Ty určené ke zpěvu (na původní melodii) nejprve sloužily pro přední české popové zpěváky (Golden Kids, Waldemar Matuška), v pozdějších letech se nějaké Dylanovy coververze objevovaly spíše na české folkové scéně (Jaroslav Hutka, Nezmaři) a dnes jde (kromě výrazných výjimek Roberta Křesťana aj.) spíše o práci méně známých, až undergroundových písničkářů a dylanologů (Marcel Kříž, Jan Řepka, Jarda Svoboda, i když ten je známý díky svým vlastním písním pro své skupiny Otcovy děti a hlavně Traband). Tito písničkáři, kteří měli ve svém repertoáru nějaké coververze Dylanových písní, či se alespoň k němu hlásili jako k inspiraci pro svou tvorbu, se od roku 1995 scházeli na malém festivalu Dylan Days v Daňkovicích na Vysočině. Tento festival měl minimálně 10 ročníků.
Kromě překladů určených ke zpěvu, vznikají také překlady určené ke knižnímu vydání. Výraznou událostí na tomto poli bylo vydání knihy Lyrics/Texty 1962-2001 (2005) s překlady Gity Zbavitelové a Michala Bystrova.

## Písňové coververze
Coververze jsou řazeny podle autorů textů coververzí. Autoři textů jsou přitom řazeni podle data první coververze Boba Dylana.
| Autor textu                          | Interpret                                     | Originální název                                    | Český název                         | Nahrávka                                               | Rok překladu |
| ------------------------------------ | --------------------------------------------- | --------------------------------------------------- | ----------------------------------- | ------------------------------------------------------ | ------------ |
| Zdeněk Borovec                       | Judita Čeřovská                               | Blowin' in the Wind                                 | Jen vítr to ví a mlčí dál           | 1965                                                   |              |
| Ivo Fischer                          | Waldemar Matuška                              | When the Ship Comes In                              | Až se má loď zpátky vrátí           | 1967                                                   |              |
| Ivo Fischer                          | Waldemar Matuška                              | Blowin' in the Wind                                 | Vítr to ví                          | 1968                                                   |              |
| Jaroslav Wykrent                     | Pavel Novák                                   | If You Gotta Go, Go Now                             | Nesmíš mi lhát                      | 1967                                                   |              |
| Jaroslav Hutka                       | Jaroslav Hutka                                | Love Minus Zero/No Limit                            | Slunečnice                          | Listopad '89, 1989                                     | 1967         |
| Jaroslav Hutka                       | Jaroslav Hutka / ASPM                         | Don't Think Twice (It's All Right)                  | Postůj i teď jako král              | singl 1969 / Havran, 1991                              |              |
| Zdeněk Rytíř                         | Helena Vondráčková                            | Quinn the Eskimo (Mighty Quinn)                     | Přítel Quinn                        | 1968                                                   |              |
| Zdeněk Rytíř                         | Golden Kids                                   | The Times They Are a-Changin'                       | Časy se mění                        | původní nahrávka 1969, cenzurovaná nahrávka singl 1970 |              |
| Zdeněk Rytíř                         | Petr Spálený                                  | Knockin' on Heaven's Door                           | Takový cesty mám                    | 1979                                                   |              |
| Zdeněk Rytíř                         | Petr Spálený                                  | You Ain't Goin' Nowhere                             | Houpací síť                         | 1979                                                   |              |
| Zdeněk Rytíř                         | Petr Spálený                                  | Man Gave Names to All the Animals                   | Muž dal jména všem zvířatům         | 1980                                                   |              |
| Zdeněk Rytíř                         | ASPM (Petr Kalandra)                          | Like a Rolling Stone                                | Jako solnej sloup (Teď už to víš)   | Vytopená dáma, 1989                                    |              |
| Petr Spálený                         | Petr Spálený a Apollobeat                     | Alberta                                             | Alberta                             | 1970                                                   |              |
| Vladimír Čort                        | Petr Němec a Flamingo                         | I Shall Be Released                                 | Balada o poutníkovi                 | 1970                                                   |              |
| Jiří Vanýsek                         | Helena Blehárová                              | I Shall Be Released                                 | Sedmý pád                           | 1970                                                   |              |
| Hynek Heřmanský                      | Bob Frídl                                     | Girl from the North Country                         | Dívka ze severního kraje            | 1970                                                   |              |
| Jan Vyčítal                          | Jan Vyčítal a Greenhorns                      | Billy                                               | Billy                               | Zvířecí farma, 1997                                    |              |
| Jan Vyčítal                          | Jan Vyčítal; Jan Vyčítal a Druhá tráva        | Lily, Rosemary and the Jack of Hearts               | Lily, Rosemary a Srdcovej kluk      | Zvířecí farma, 1997; Druhá tráva: Dylanovky, 2007      |              |
| Mirek Hoffmann                       | Greenhorns (Mirek Hoffmann)                   | I'll Be Your Baby Tonight                           | Co se bude dít                      | Greenhorns, 1971                                       |              |
| Mirek Hoffmann                       | Greenhorns (Josef Šimek)                      | Honey, Just Allow Me One More Chance                | Boty po strýci                      | Silnice, řeky, tratě a stezky, 1976                    |              |
| Pavel Brümer                         | Fešáci                                        | Rainy Day Women # 12 & 35                           | Sto dní                             | singl 1973                                             |              |
| Radek Stanka                         | Fešáci                                        | Mr. Tambourine Man                                  | Hej, chlapče s tamburínou           | singl 1973                                             |              |
| Oskar Man                            | Bob Frídl                                     | Blowin' in the Wind                                 | Jen vítr to ví                      | 1973                                                   |              |
| Oskar Man                            | Bob Frídl                                     | I Want You                                          | Řekni, kde jsi                      | 1974                                                   |              |
| Oskar Man                            | Bob Frídl                                     | Farewell Angelina                                   | Karina                              | 1974                                                   |              |
| Pavel Žák                            | Rangers                                       | Blowin' in the Wind                                 | Řeka života                         | Plavci IV., 1973                                       |              |
| Zora Růžová                          | Jaroslav Hutka / Petr Kalandra                | Queen Jane Approximately                            | Chci tě znát                        | samizdatová nahrávka 1974 / Blues Session Vol.2, 1994  |              |
| Zora Růžová                          | Jaroslav Hutka                                | A Hard Rain's a-Gonna Fall                          | Slunce mé                           | samizdatová nahrávka 1974                              |              |
| Jan Sochor                           | Bob Frídl                                     | Just Like a Woman                                   | Hledej si cestu                     | 1974                                                   |              |
| Eduard Král                          | Country Beat Jiřího Brabce                    | Wanted Man                                          | Tam, kde teče Mississippi           | Drahý můj (1967-1991)                                  | 1974         |
| Michal Bukovič                       | Fešáci                                        | Don't Think Twice (It's All Right)                  | Starý muž s kytarou                 | 1974                                                   |              |
| Michal Bukovič                       | Taxmeni                                       | Girl from the North Country                         | Dvě řádky stop                      | Zlatá éra, 1995                                        |              |
| Oskar Petr                           | Marsyas                                       | This Wheel's on Fire                                | Ikarus                              | V mýdlových bublinách: Live 1973-1978                  |              |
| Oskar Petr                           | Marsyas                                       | I'll Keep It with Mine                              | Barvám                              | Marsyas, 1978                                          |              |
| Zdeňka Lorencová                     | Zdeňka Lorencová                              | Mr. Tambourine Man                                  | Hej pane s tamburinou               | 1979                                                   |              |
| Robert Křesťan                       | Trapeři                                       | A Hard Rain's a-Gonna Fall                          | Čím dál tíž se dejchá               |                                                        | 70. léta     |
| Robert Křesťan                       | Robert Křesťan a Druhá tráva                  | A Hard Rain's a-Gonna Fall                          | Čím dál tíž se dejchá               | Dylanovky, 2007                                        |              |
| Robert Křesťan                       | Robert Křesťan a Druhá tráva                  | One More Cup of Coffee (Valley Below)               | Ještě jedno kafe                    | Robert Křesťan a Druhá tráva, 1991                     |              |
| Robert Křesťan                       | Robert Křesťan, Pavel Bobek a Druhá tráva     | Not Dark Yet                                        | Ještě není tma                      | Dylanovky, 2007; Antologie, 2007                       |              |
| Robert Křesťan                       | Robert Křesťan, Kateřina García a Druhá tráva | Farewell Angelina                                   | Sbohem, Angelino                    | Dylanovky, 2007                                        |              |
| Robert Křesťan                       | Robert Křesťan a Druhá tráva                  | Señor (Tales of Yankee Power)                       | Seňore                              | Dylanovky, 2007                                        |              |
| Robert Křesťan                       | Robert Křesťan a Druhá tráva                  | Maggie's Farm                                       | U Majdy na statku                   | Dylanovky, 2007                                        |              |
| Robert Křesťan                       | Robert Křesťan a Druhá tráva                  | One Too Many Mornings                               | Čeká nás poslední ráno              | Dylanovky, 2007                                        |              |
| Robert Křesťan                       | Robert Křesťan a Druhá tráva                  | Ring Them Bells                                     | Zvoní zvony                         | Dylanovky, 2007                                        |              |
| Robert Křesťan                       | Robert Křesťan a Druhá tráva                  | Girl from the North Country                         | Dívka ze severu                     | Dylanovky, 2007                                        |              |
| Robert Křesťan                       | Robert Křesťan a Druhá tráva                  | Series of Dreams                                    | Řada snů                            | Marcipán z Toleda, 2011                                |              |
| Robert Křesťan                       | Robert Křesťan a Druhá tráva                  | Every Grain of Sand                                 | Každé zrnko písku                   | Marcipán z Toleda, 2011                                |              |
| Vladimír Poštulka                    | Martha Elefteriadu                            | I Shall Be Released                                 | Nejsi stejná                        | 1987                                                   |              |
| Jan Spálený                          | ASPM (Jan Spálený a Petr Kalandra)            | I Believe in You                                    | Věřím v nás                         | Hotel Štístko blues, 1989                              |              |
| Petr Kalandra                        | ASPM (Petr Kalandra)                          | Knockin' on Heaven's Door                           | Nebeská brána                       | ASPM v klubu na Petynce 1990                           |              |
| Petr Kalandra                        | Petr Kalandra                                 | Rainy Day Women # 12 & 35                           | Všichni budou hotoví                | Petr Kalandra & Blues Session, 1993                    |              |
| Petr Kalandra                        | Petr Kalandra                                 | Gotta Serve Somebody                                | Nikdy nebudeš svůj                  | Blues Session Vol.2, 1994                              |              |
| Pepa Nos                             | Pepa Nos                                      | The Times They Are a-Changin'                       | Časy se mění                        | Žádný strachy, 1991                                    |              |
| Pavel Zajíc                          | Nezmaři                                       | The Times They Are a-Changin'                       | Časy se mění                        | Nezmaři 15 let live, 1993                              |              |
| Vladimír Kos                         | Petr Kalandra                                 | I Shall Be Released                                 | Snad každá tvář                     | Blues Session Vol.2, 1994                              |              |
| Ondřej Hejma                         | Žlutý pes                                     | Just Like Tom Thumb's Blues                         | Skoro blues                         | Yellow Dog, 1994                                       |              |
| Jan Hromas a Josef Blažejovský       | Taxmeni                                       | Wanted Man                                          | Hledaný muž (Zatykač)               | Zlatá éra, 1995                                        |              |
| Jan Bicek                            | Ztuha / Sem Tam                               | Farewell Angelina                                   | Sbohem Angelino                     | 1999                                                   |              |
| Jan Turek                            | Fešáci                                        | Wanted Man                                          | Jméno mé                            | Fešáci v Lucerně, 2004                                 |              |
| Jan Řepka                            | Jan Řepka (Nestíháme)                         | Shelter from the Storm                              | Úkryt před bouří                    |                                                        | 2004         |
| Jan Řepka                            | Jan Řepka (Nestíháme)                         | The Times They Are a-Changin'                       | Den s nocí se střídá                |                                                        | 2004         |
| Jan Řepka                            | Jan Řepka (Nestíháme)                         | All I Realy Want to Do                              | Jediné co chtěl bych stůj co stůj   |                                                        | 2006         |
| Jaroslav Pichlík                     | Jan Spálený a ASPM                            | Sign on the Window                                  | Znamení na okně                     | Zahrada v dešti, 2007                                  |              |
| Wabi Daněk                           | Wabi Daněk a Druhá tráva                      | Simple Twist of Fate                                | Jak mlýn se točí svět               | Dylanovky, 2007                                        |              |
| Wabi Daněk                           | Pavel Bobek a Pavlína Jíšová                  | It Ain't Me Babe                                    | To já nejsem                        | Víc nehledám, 2010                                     |              |
| Hana Sorrosová                       | Petr Kocman a Lucie Vondráčková               | It Ain't Me Babe                                    | Já to nejsem                        | Crazy Man, 2008                                        |              |
| Marcel Kříž                          | Marcel Kříž a Pohublá zrzka                   | Maggie's Farm                                       | Markétčina farma                    | Syrové pozdravy z Chotěboře, 2009                      |              |
| František Klečka                     | Extra Band revival                            | Knockin' on Heaven's Door                           | Nade mnou hvězdy jsou               |                                                        |              |
| Michael Dejvický                     | Pavel Landovský                               | Knockin' on Heaven's Door                           | Andělů chór                         | Solitéři, 2013                                         |              |
| Pavel Kerouš                         | Humbuk (hudební skupina)                      | Things Have Changed                                 | Změnil se svět                      | 2014                                                   |              |
| Pavel Kerouš                         | Humbuk (hudební skupina)                      | Not Dark Yet                                        | Ještě není tma                      | 2014                                                   |              |
| Pavel Kerouš                         | Humbuk (hudební skupina)                      | Billy #1                                            | Billy #8                            | 2017                                                   |              |
| Jan Hlaváč                           | Naslouchejte hlasu vypravěče                  | Tangled Up in Blue                                  | Vpleten do modrý                    |                                                        |              |
| Jan Hlaváč                           | Naslouchejte hlasu vypravěče                  | I Want You                                          | Chci tě                             |                                                        |              |
| Jan Hlaváč                           | Naslouchejte hlasu vypravěče                  | It's All Over Now, Baby Blue                        | Je po všem, děvče smutný, děvče zlý |                                                        |              |
| Jan Hlaváč                           | Naslouchejte hlasu vypravěče                  | Love Minus Zero/No limits                           | Láska jen tak                       |                                                        |              |
| Jan Hlaváč                           | Naslouchejte hlasu vypravěče                  | Stuck Inside of Mobile with the Memphis Blues Again | Ó, mámo!                            |                                                        |              |
| Jan Hlaváč                           | Naslouchejte hlasu vypravěče                  | Shelter from the Storm                              | Úkryt v bouři                       |                                                        |              |
| Jan Hlaváč                           | Naslouchejte hlasu vypravěče                  | Like a Rolling Stone                                | Jak kámen v kamení                  |                                                        |              |
| Jiří Nepustil                        | Jiří Nepustil, Sepie                          | You Ain't Goin' Nowhere                             | Dobrodruh                           | Sepie: Všechno je tak, jak má být, 2008                |              |
| Jiří Nepustil                        | Jiří Nepustil                                 | It Ain't Me Babe                                    | Já zatím klid nehledám              |                                                        |              |
| Jiří Nepustil                        | Jiří Nepustil                                 | If Not for You                                      | Jen pro klid tvůj                   |                                                        |              |
| Jiří Nepustil                        | Jiří Nepustil                                 | With God on Our Side                                | Modlitba                            |                                                        |              |
| Jiří Nepustil                        | Jiří Nepustil                                 | Don't Fall Apart on Me Tonight                      | Půlnoc se naklání                   |                                                        |              |
| Jaromír Plíšek                       | Ahoj                                          | Gates of Eden                                       | Co má se dít (Úterý končí středou)  |                                                        |              |
| Jaroslav Svoboda                     | Jaroslav Svoboda, Traband                     | Forever Young                                       | Navždycky mlád                      |                                                        |              |
| Jaroslav Svoboda                     | Jaroslav Svoboda, Traband                     | Idiot Wind                                          | Jen a jen vzduch                    |                                                        |              |
| Jaroslav Svoboda                     | Jaroslav Svoboda, Traband                     | Knockin' on Heaven's Door                           | Na bránu nebeskou                   |                                                        |              |
| Jaroslav Svoboda                     | Jaroslav Svoboda, Traband                     | Love Minus Zero/No limits                           | Má láska                            |                                                        |              |
| Jaroslav Svoboda                     | Jaroslav Svoboda, Traband                     | Maggie's Farm                                       | Markétina farma                     |                                                        |              |
| Jaroslav Svoboda                     | Jaroslav Svoboda, Traband                     | Stuck Inside of Mobile with the Memphis Blues Again | Čekám soudnej den                   |                                                        |              |
| Jaroslav Svoboda                     | Jaroslav Svoboda, Traband                     | Queen Jane Approximately                            | Zkusíš to se mnou po tom všem?      |                                                        |              |
| Jaroslav Svoboda                     | Jaroslav Svoboda, Traband                     | Oh Sister!                                          | Sestřičko                           |                                                        |              |
| Jaroslav Svoboda                     | Jaroslav Svoboda, Traband                     | All Along the Watchtower                            |                                     |                                                        |              |
| Jaroslav Svoboda                     | Jaroslav Svoboda, Traband                     | Simple Twist of Fate                                |                                     |                                                        |              |
| Tomáš Lavický                        | Jericho                                       | Are You Ready?                                      | Už jsi hotov?                       |                                                        |              |
| Tomáš Lavický                        | Jericho                                       | Dead Man                                            | Zdechlej                            |                                                        |              |
| Tomáš Lavický                        | Jericho                                       | Pressing On                                         | Spoléhám                            |                                                        |              |
| Tomáš Lavický                        | Jericho                                       | Property of Jesus                                   |                                     |                                                        |              |
| Tomáš Lavický                        | Jericho                                       | Trouble                                             | Problém                             |                                                        |              |
| Tomáš Lavický                        | Jericho                                       | What Can I Do for You?                              | Co můžu dát ti já                   |                                                        |              |
| Tomáš Lavický                        | Jericho                                       | When You Gonna Wake Up                              | Kdy procitneš ze sna                |                                                        |              |
| Tomáš Lavický                        | Jericho                                       | Dark Eyes                                           |                                     |                                                        |              |
| Tomáš Lavický                        | Jericho                                       | When the Night Comes Falling from the Sky           | Až se nebe zřítí v temnotách        |                                                        |              |
| Vlastimil Kubát                      | Folk Session                                  | It Takes a Lot to Laugh, It Takes a Train to Cry    | K pláči stačí vlak                  | 2021                                                   |              |
| Vlastimil Kubát                      | Folk Session                                  | Goin' to Acapulco                                   | Mířím do Acapulka                   | 2021                                                   |              |
| Vlastimil Kubát                      | Folk Session                                  | Don't Think Twice It's All Right                    | Nepřemýšlej nad tím                 | 2021                                                   |              |
| Vlastimil Kubát                      | Folk Session                                  | Make you feel my love                               | Jak říct, že mám tě rád             | 2021                                                   |              |
| Vlastimil Kubát                      | Folk Session                                  | Duquesne Whistle                                    | Vítr v uších                        | 2021                                                   |              |
| Marian Opletal                       | MARiAN Band                                   | Is Your Love In Vain?                               | Falešná láska                       | Večeře s králem                                        | 2017         |
| Vlastimil Kubát                      | Folk Session                                  | Highway 61 Revisited                                | Dálnice 61                          | 2022                                                   |              |
| Vlastimil Kubát                      | Folk Session                                  | Buckets of Rain                                     | Potoky deště                        | 2022                                                   |              |
| Marian Opletal                       | MARiAN Band                                   | You Ain't Goin' Nowhere                             | Nepůjdem nikam ven                  | EP Nepůjdem nikam ven                                  | 2019         |
| Marian Opletal                       | MARiAN Band                                   | Blowin' In The Wind                                 | Vítr ke hvězdám                     | EP Nepůjdem nikam ven                                  | 2019         |
| Marian Opletal                       | MARiAN Band                                   | Mr. Tambourine Man                                  | Pán s tamburinou                    | EP Nepůjdem nikam ven                                  | 2019         |
| Marian Opletal                       | MARiAN Band                                   | One More Night                                      | Jedna noc                           | EP Nepůjdem nikam ven                                  | 2019         |
| Marian Opletal                       | MARiAN Band                                   | Blind Willie McTell                                 | Blind Willie McTell                 | Večeře s králem                                        | 2017         |
| Marian Opletal                       | MARiAN Band                                   | Emotionally Yours                                   | Navždy Tvůj                         | Večeře s králem                                        | 2017         |
| Marian Opletal                       | MARiAN Band                                   | Forever Young                                       | Navždycky mlád                      | Večeře s králem                                        | 2017         |
| Marian Opletal                       | MARiAN Band                                   | Make You Feel My Love                               | Jak mám Tě rád                      | Večeře s králem                                        | 2017         |
| Marian Opletal                       | MARiAN Band                                   | You're a Big Girl Now                               | Velká holka                         | Večeře s králem                                        | 2017         |
| Marian Opletal                       | MARiAN Band                                   | I Threw It All Away                                 | Já všechno zahodil                  | Večeře s králem                                        | 2017         |
| Marian Opletal                       | MARiAN Band                                   | Sweetheart Like You                                 | Co děláš miláčku                    | Večeře s králem                                        | 2017         |
| Marian Opletal                       | MARiAN Band                                   | With God on Our Side                                | Šéf nás má rád                      | Večeře s králem                                        | 2017         |
| Vlastimil Kubát                      | Folk Session                                  | Mr. Tambourine Man                                  | Hej pane s tamburínou               | 2022                                                   |              |
| Vlastimil Kubát                      | Folk Session                                  | If Not for You                                      | Bez lásky tvé                       | 2022                                                   |              |
| Vlastimil Kubát                      | Folk Session                                  | Is Your Love in Vain?                               | Láska tvá je sen?                   | 2022                                                   |              |
| Mirek Hoffman úprava Vlastimil Kubát | Folk Session                                  | I'll Be Your Baby Tonight                           | Dnes v noci tvůj                    | 2022                                                   |              |
| Vlastimil Kubát                      | Folk Session                                  | I Want You                                          | Toužím                              | 2021                                                   |              |
| Vlastimil Kubát                      | Folk Session                                  | Simple Twist of Fate                                | Jednoduché hrátky osudu             | 2021                                                   |              |
| Vlastimil Kubát                      | Folk Session                                  | Most of the Time                                    | Většinou                            | 2021                                                   |              |
| Vlastimil Kubát                      | Folk Session                                  | The Times They Are A-Changin'                       | Časy se mění                        | 2022                                                   |              |
| Vlastimil Kubát                      | Folk Session                                  | My Back Pages                                       | Neznámé stránky mé povahy           | 2023                                                   |              |
| Vlastimil Kubát                      | Folk Session                                  | You Ain't Goin Nowhere                              | Zůstaň, kam chce jít?               | 2023                                                   |              |
| Marian Opletal                       | MARiAN Band                                   | If You Gotta Go, Go Now...                          | Zůstaň celou noc                    | Smrtí to nekončí                                       | 2024         |
| Marian Opletal                       | MARiAN Band                                   | Going, Going, Gone                                  | Odcházím                            | Smrtí to nekončí                                       | 2024         |
| Marian Opletal                       | MARiAN Band                                   | Things Have Changed                                 | Je plno změn                        | Smrtí to nekončí                                       | 2024         |
| Marian Opletal                       | MARiAN Band                                   | Buckets of Rain                                     | Když padá děšť                      | Smrtí to nekončí                                       | 2024         |
| Marian Opletal                       | MARiAN Band                                   | Death Is Not The End                                | Smrtí to nekončí                    | Smrtí to nekončí                                       | 2024         |
| Marian Opletal                       | MARiAN Band                                   | Abandoned Love                                      | Opuštěná                            | Smrtí to nekončí                                       | 2024         |
| Marian Opletal                       | MARiAN Band                                   | I'll Remember You                                   | Dlouho Tě znám                      | Smrtí to nekončí                                       | 2024         |
| Marian Opletal                       | MARiAN Band                                   | Man In The Long Black Coat                          | Muž v černém kabátě                 | Smrtí to nekončí                                       | 2024         |
| Marian Opletal                       | MARiAN Band                                   | Most Of The Time                                    | Většinou sám                        | Smrtí to nekončí                                       | 2024         |
| Marian Opletal                       | MARiAN Band                                   | Love Sick                                           | Láskou nemocný                      | Smrtí to nekončí                                       | 2024         |
| Marian Opletal                       | MARiAN Band                                   | I'll Be Your baby Tonight                           | Dnes v noci budu Tvůj               |                                                        | 2024         |
| Marian Opletal                       | MARiAN Band                                   | Lay Lad Lay                                         | Mosazná postel                      |                                                        | 2024         |
| Marian Opletal                       | MARiAN Band                                   | Under The Red Sky                                   | Rudé nebe                           |                                                        | 2024         |
| Marian Opletal                       | MARiAN Band                                   | All Along The Watchtower                            | Strážní věž                         |                                                        | 2024         |

## Knihy s překlady
- František Novotný a Jiří Vejvoda: Víc než jen hlas, 1980 (obsahuje překlady textů Boba Dylana, Paula Simona, Jacquese Brela, Bulata Okudžavy, Leonarda Cohena, Joni Mitchellové a Donovana)
- Gita Zbavitelová a Michal Bystrov: Lyrics/Texty 1962-2001, Kalich, 2005 ISBN 80-7017-021-2